# The Entertainer (pel·lícula)
The Entertainer és una pel·lícula britànica dirigida per Tony Richardson, estrenada el 1960. El film és basat en l'obra homònima de John Osborne i té com a protagonista Laurence Olivier.

## Argument
Un artista de music hall de segon pla prova de salvaguardar la seva carrera mentre la seva vida es trenca a trossos.

## Repartiment
- Laurence Olivier: Archie Rice
- Brenda De Banzie: Phoebe Rice
- Roger Livesey: Billy Rice
- Joan Plowright: Jean Rice
- Alan Bates: Frank Rice
- Daniel Massey: Graham
- Albert Finney: Mick Rice
- Shirley Anne Field: Tina Lapford
- Thora Hird: Mrs. Ada Lapford

## Premis i nominacions

### Nominacions
- 1961: Oscar al millor actor per Laurence Olivier
- 1961: BAFTA al millor actor britànic per Laurence Olivier
- 1961: BAFTA al millor guió britànic per John Osborne i Nigel Kneale